# 138 a.C.
Il 138 a.C. (CXXXVIII a.C. in numeri romani) è un anno  del II secolo a.C.

## Eventi
- Publio Cornelio Scipione Nasica Serapione, Decimo Giunio Bruto Callaico diventano consoli della Repubblica romana.
- Impero seleucide: Antioco VII Evergete Sidete sconfigge il suo avversario Trifone nei pressi di Antiochia di Siria, riunificando l'impero.
- Zhang Qian, per ordine dell'imperatore cinese Han Wudi, inizia le sue missioni diplomatiche in Asia Centrale.

## Nati
- Lucio Cornelio Silla, generale romano († 78 a.C.)
- Fedro, filosofo greco antico

## Morti
- Antioco VI, sovrano (n. 148 a.C.)
- Attalo II, sovrano (n. 220 a.C.)